# 克莱韦兰迪亚
克莱韦兰迪亚是巴西巴拉那州的一个市镇。总面积704.634平方公里，总人口18041人，人口密度25.6人/平方公里。